# Regió de Coblença
La Regió de Coblença (en alemany: Regierungsbezirk Koblenz) va ser una regió administrativa (Regierungsbezirk) de la província prussiana del Rin i de l'estat de Renània-Palatinat. Va existir des del 1816 fins al 1999. La capital n'era la ciutat de Coblença.

## Història
La història de la regió administrativa de Coblença es remunta a l'any 1815. Aleshores, després del Congrés de Viena, el Regne de Prússia va dividir les seves províncies en un total de 25 regions administratives o Regierungsbezirke. No obstant això, la regió de Coblença, ubicada en un principi a la província del Gran Ducat del Baix Rin no va ser creada fins al 1816. A partir de 1822 va pertànyer a la província del Rin. Després de la Segona Guerra Mundial, al 1946, va passar a formar part de nou estat de Renània-Palatinat.
Al 1968, la regió de Montabaur va ser dissolta, amb la reforma administrativa de Renània-Palatinat, i el seu territori es va traspassar a regió de Coblença.
Amb la reforma de la regions realitzada a Renània-Palatinat de 1969 a 1974, els districtes es van combinar amb unitats administratives més grans. Així, des del 1974 fins a la seva dissolució l'1 de gener de 2000, la regió de Coblença incloïa la ciutat Coblença, i 10 districtes rurals.
| Kreise (districtes) | Kreisfreie Städte (ciutat sense districte) |
| --- | ------------------------------------------ |
| 1. Ahrweiler 2. Altenkirchen 3. Bad Kreuznach 4. Birkenfeld 5. Cochem-Zell 6. Mayen-Koblenz 7. Neuwied 8. Rhein-Hunsrück 9. Rhein-Lahn 10. Westerwaldkreis | 1. Coblença                                |